# Slavo Klemenčič
Slavo Klemenčič, slovenski jezikoslovec, prevajalec in novinar, * 25. maj 1914, † 21. avgust 1991, Toronto, Kanada. 
Pred začetkom druge svetovne vojne se je vpisal na študij germanistike in anglistike na Univerzi v Ljubljani. Do začetka vojne študija ni dokončal.

## Delovanje med drugo svetovno vojno
Ob začetku druge svetovne vojne se je preselil v London. Tam si je našel delo kot novinar. Leta 1941 se je pridružil jugoslovanski uniji študentov in združenju jugoslovanskih novinarjev v Londonu.

### Yugoslav universities
Leta 1941 je izdal manjšo knjigo z naslovom Yugoslav universities, v kateri je kratko predstavil Jugoslavijo, njeno zgodovino, ter stanje narodov znotraj Jugoslavije med prvo svetovno vojno. Večji del knjige je posvečen jugoslovanskim univerzam. V tistem času so bile v Jugoslaviji tri univerze, in sicer Univerza v Zagrebu, ki je bila ustanovljena leta 1669, Univerza v Beogradu, ki je bila ustanovljena leta 1808, in Univeza v Ljubljani, ki je bila ustanovljena leta 1919. Slavo je opisal zgodovino vsake univerze, navedel, katere fakultete vsebujejo, in koliko študentov sprejmejo.

### Dela kot novinar
Slavo Klemenčič je med drugo svetovno vojno pisal za več časopisov in radijev, med drugim tudi za televizijski program BBC. Od leta 1941 do leta 1945, je prevajal jugoslovanski odporniški časopis Slobodna Jugoslavija. Jugoslovanske novice o vojni je prevajal tudi za radio Bilten, radio London, radio Times in News digest, na katerem je sodeloval z Ivanom Čokom. Jugoslovanska poročila je prevajal v angleščino, in s tem poskrbel da je svet izvedel, kaj se dogaja v Jugoslaviji. Bil je podpornik Osvobodilne fronte in je 15. junija 1944 objavil angleški prevod partizanske prisege. Napisal je tudi nekaj člankov za glasilo Mladi Slovenci.

### Študentske organizacije
Ob prihodu v London se je Slavo vključil v Unijo jugoslovanskih študentov, za katero je kot tajnik veliko pripomogel k prepoznavnosti unije in Jugoslavije. Leta 1942  se je vključil v  organizacijo N.U.S. (National union of students), v kateri je bil član komiteja. Skupaj z drugimi študenti z vsega sveta je pripravil razstavo o univerzah v Evropi pred in med vojno. V okviru N.U.S. je tudi predaval na Univerzi v Cambridgeu. Predaval je o Jugoslaviji, njenih ljudeh in stanju med vojno. Leta 1943 je v Cambridgu vodil predavanje z naslovom: The position of Yugoslav students under fascism. To predavanje je Britansko ministrstvo predstavilo na svetovni konferenci v Teheranu konec leta 1943.

## Povojno obdobje in smrt

### Vrnitev in Petogodišnji plan
Po vojni se je Slavo vrnil v Jugoslavijo. Dokončal je študij in leta 1947 je izdal priročnik z naslovom Petogodišnji plan. V njem sta bila zapisana govora Josipa Broza Tita in Borisa Kidriča o petletki, ki naj bi trajala od leta 1947 do 1951. Priročnik se je izdajal po celi Jugoslaviji, saj je bil napisan tako, da je bil razumljiv preprostemu človeku.

### Prevajalstvo
Slavo Klemenčič se je leta 1950 zaposlil kot lektor angleškega jezika na Filozofski fakulteti v Ljubljani. Tam je sodeloval z  Marjano Baumgarten – Briški. Leta 1953 je v angleščino prevedel knjigo z naslovom Postonjska jama in druge zanimivosti Krasa, ki jo je napisal Alfred Šerko. Leta 1960 pa je prevedel knjigo z naslovom Predjamski grad, ki jo je napisala Marija Zadnikar. S prevodi knjig je pripomogel k prepoznavnosti Slovenije in njenih lepot.

### Življenje v Kanadi
Konec šestdesetih let 20. stoletja se je preselil v Kanado, kjer se je zaposlil kot profesor na oddelku za germanistiko na Univerzi v Torontu. Umrl je 21. avgista 1991 v Torontu, kjer je tudi pokopan.